# Volutaria
Die Volutaria bilden eine Pflanzengattung innerhalb der Unterfamilie der Carduoideae innerhalb der Familie der Korbblütler (Asteraceae). Das Verbreitungsgebiet der 14 bis 16 Arten reicht hauptsächlich von der Iberischen Halbinsel sowie Makaronesien über Nordafrika, dem Nahen Osten bis Vorderasien.

## Beschreibung

### Vegetative Merkmale
Volutaria-Arten sind einjährige krautige Pflanzen, die je nach Art Wuchshöhen von etwa 50 Zentimeter erreichen. Sie bilden Pfahlwurzeln. Im Gegensatz zu vielen Gattungen der Tribus Cynareae sind sie nicht stachelig. Die aufrechten Stängel sind verzweigt. Die wechselständig, grundständig und am Stängel verteilt angeordneten Laubblätter sind geflügelt-gestielt oder ungestielt und einfach oder geteilt. Die Blattränder sind glatt bis gezähnt. Die Blattoberflächen sind behaart und winzig drüsig gepunktet.

### Generative Merkmale
Die körbchenförmigen Blütenständen stehen einzeln oder zu wenigen in verzweigten Blütenständen zusammen. Die Blütenstandshülle ist bei einem Durchmesser von 1 bis 1,5 Zentimetern eiförmig. Die vielen Hüllblätter stehen in einigen Reihen; sie sind ungleich und besitzen einen glatten Rand und Spitzen mit zurückgebogen oder abgeflachten Stacheln. Der Blütenstandsboden ist flach. Die Spreublätter sind borstig.
Die Blütenkörbe enthalten viele Blüten. Bei den Carduoideae sind, im Gegensatz zu den anderen Unterfamilien, nur Röhrenblüten vorhanden. Die Blütenfarben reichen von meist rosa- bis purpurfarben, selten gelb bis gelblich oder blau; innere und äußere Blüten können gleichgefärbt sein. Die randlichen Röhrenblüten sind ungeschlechtig, steril, mehr oder weniger zygomorph und vergrößert. Die inneren Röhrenblüten sind fertil mit schlanken und zylindrischen Kronröhren.
Die mehr oder weniger fassförmigen Achänen sind schwach zusammengedrückt und gerippt, manchmal mit Elaiosom. Der beständige Pappus besteht aus einigen Reihen vieler, nicht verwachsener, schmaler, weißer bis lohfarbener Schuppen.

## Systematik und Verbreitung

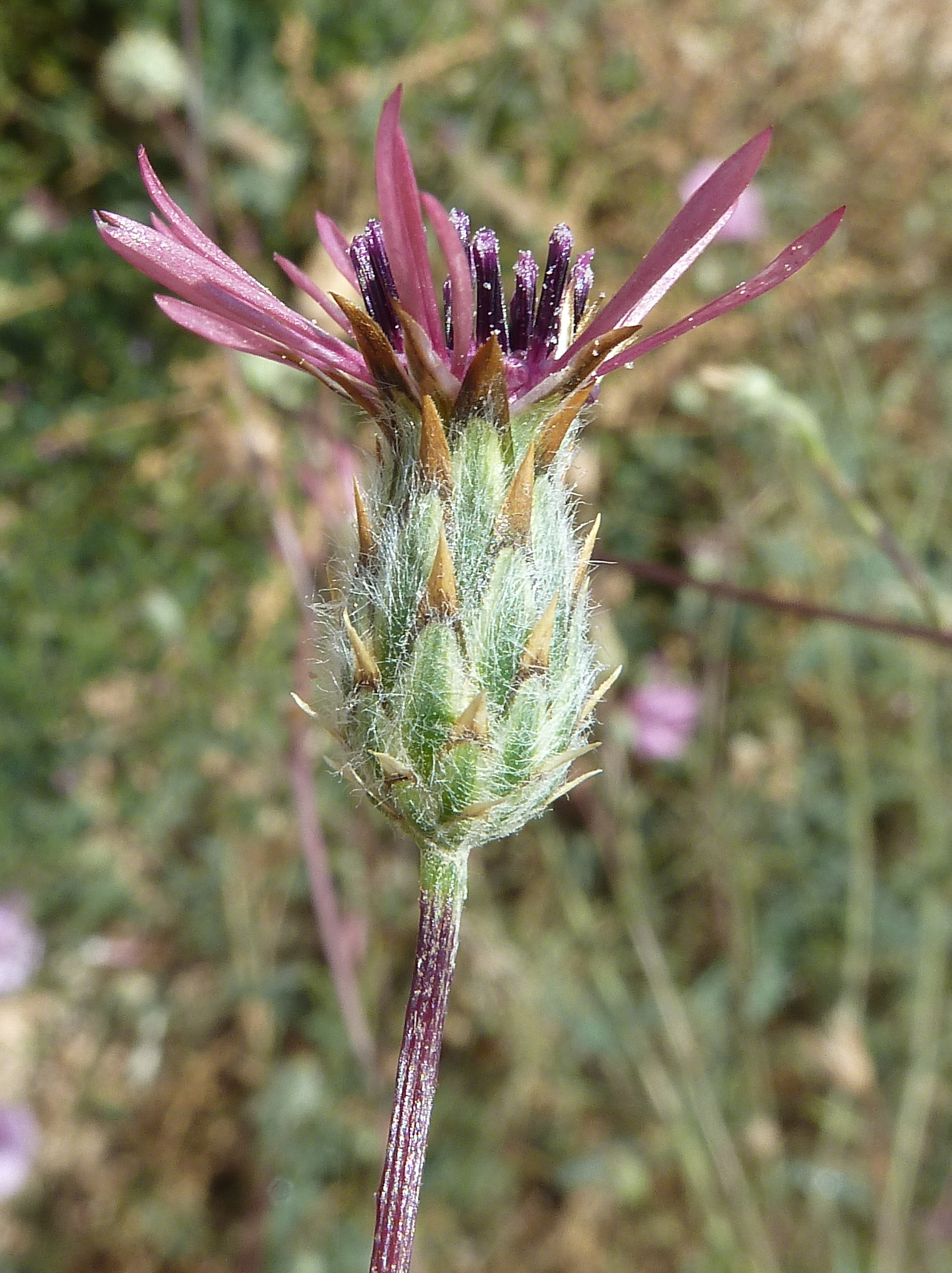
Blütenkorb von Volutaria tubuliflora

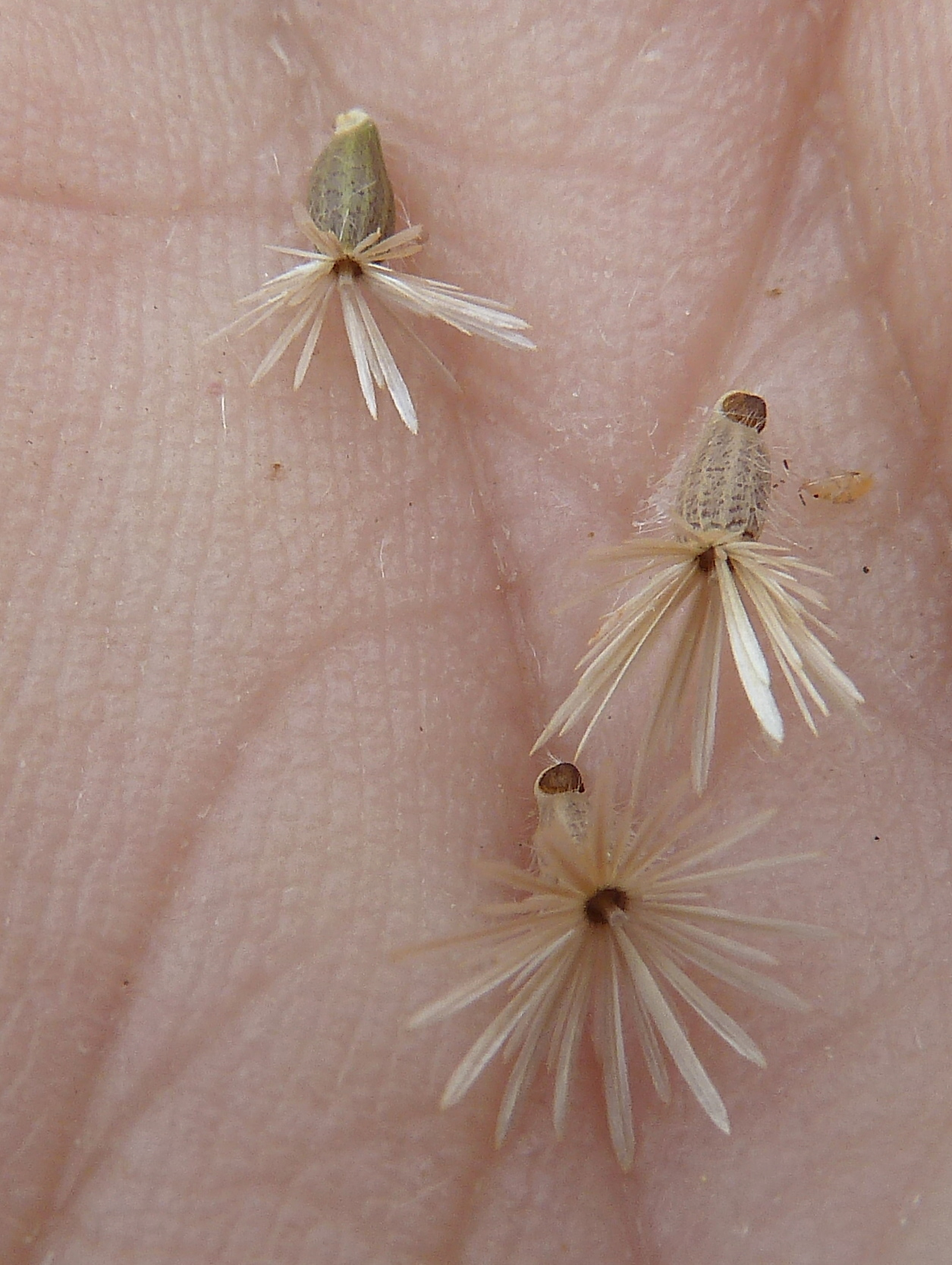
Achänen mit Pappus von Volutaria tubuliflora

Das ursprüngliche Verbreitungsgebiet reicht hauptsächlich von der Iberische Halbinsel sowie Makaronesien über Nordafrika, dem Nahen Osten bis Vorderasien, außerdem Ostafrika, Äthiopien, Somalia und Jemen. Wenige Arten sind in einigen Gebieten der Welt Invasive Pflanzen.
Die Gattung Volutaria wurde 1816 durch Alexandre Henri Gabriel de Cassini in Bulletin des Sciences, par la Société Philomatique, S. 200 aufgestellt. Typusart ist Volutaria lippii (L.) Cass. ex Maire. Synonyme für Volutaria Cass. sind Cyanopsis Cass. und Volutarella Cass. Der botanische Gattungsname Volutaria setzt sich zusammen aus den lateinischen Wörtern voluta für gedreht, spiralig und -aria für Besitz, dies bezieht sich auf die spiralig gewickelten Kronlappen der Typusart.
Die Gattung Volutaria gehört zur Subtribus Centaureinae aus der Tribus Cynareae in der Unterfamilie der Carduoideae innerhalb der Familie Asteraceae.
Zur Gattung Volutaria gehören 14 bis 16 Arten:
- Volutaria abyssinica (A.Rich.) C.Jeffrey: Sie kommt in Äthiopien vor.
- Volutaria albicaulis (Deflers) Wagenitz: Sie ist auf der Arabischen Halbinsel verbreitet.[3]
- Volutaria belouinii (Humbert) Maire:  Sie kommt in Marokko vor.[3]
- Volutaria bollei (Bolle) A.Hansen & G.Kunkel: Sie kommt nur auf den Kanaren vor.[3]
- Volutaria boranensis (Cufod.) Wagenitz: Sie ist in Ostafrika, Äthiopien, Somalia und im Jemen verbreitet.
- Volutaria canariensis Wagenitz: Sie kommt nur auf Kanarische Inseln vor.[3]
- Volutaria crupinoides (Desf.) Maire: Sie ist in Nordafrika, im Nahen Osten und in Portugal verbreitet.[3]
- Volutaria djiboutensis Wagenitz: Sie ist im nördlichen Ostafrika verbreitet.
- Volutaria lippii (L.) Maire: Sie ist von Natur aus in Nordafrika sowie im Nahen Osten verbreitet und in wenigen Gebieten eine Invasive Pflanze.[3]
- Volutaria maroccana (Barratte & Murb.) Maire: Sie kommt ursprünglich wohl nur in Marokko, vielleicht auch in Spanien vor.[3]
- Scheinkornblume (Volutaria muricata (L.) Maire, Syn.: Centaurea muricata L., Amberboa muricata (L.) DC., Volutarella muricata (L.) Benth. & Hook. f., Cyanopsis muricata (L.) Dostál): Sie kommt ursprünglich in Algerien, Marokko, Frankreich und Spanien, vielleicht auch in Libyen vor.[3]
- Volutaria saharae (L.Chevall.) Wagenitz: Sie kommt in Algerien, Libyen und Ägypten vor.[3]
- Volutaria sinaica (DC.) Wagenitz: Sie ist in Nordafrika und auf der Sinai-Halbinsel verbreitet.[3]
- Volutaria socotrensis Wagenitz: Es ist ein Endemit auf Socotra.
- Volutaria tubuliflora (Murb.) Sennen: Sie ist Nordafrika, Spanien sowie auf Kanarischen Inseln natürlich verbreitet und in wenigen Gebieten eine Invasive Pflanze.[3]